# Installatie (software)
Installatie van computersoftware is het gereedmaken van een programma voor uitvoering, meer specifiek het bruikbaar maken van een programma met de computer.

## Beschrijving
Om software in gebruik te nemen op een computer heeft de gebruiker een fysieke of digitale kopie nodig van het programma om dit te installeren. Voor elk programma is een verschillend proces noodzakelijk, en daarom wordt software vaak geleverd met een installatieprogramma. Dit programma zorgt voor de juiste installatie van de bestanden en het bijwerken van het register of andere logboeken binnen het besturingssysteem van de computer.
Een installatie kan ook onderdeel uitmaken van een softwaredistributie, dit is een verzameling computerprogramma's of softwarecomponenten die als een compleet pakket worden doorgegeven en (technisch) ondersteund.
Door de vaak complexe structuur van het plaatsen van bestanden, mappen en omgevingsvariabelen, kan de ontwikkelaar een programma voor deïnstallatie (Engels: uninstaller) meeleveren. Hiermee wordt de software en aanverwante componenten weer verwijderd van de computer. Dit is het omgekeerde proces van installatie.

## Typen installatie
Attendedhier krijgt de gebruiker een installatiescherm te zien waar keuzes gemaakt kunnen worden voor wat betreft het type installatie, en waar de bestanden worden geïnstalleerd.
Unattendeddit type installatie wordt uitgevoerd zonder interactie met de gebruiker en wordt vaak toegepast wanneer een groot aantal computers van nieuwe software moet worden voorzien.
Stille installatiehier wordt geen enkele informatie weergegeven over de voortgang of welke componenten worden geïnstalleerd.
Geplanddit type installatie vindt plaats op een vooraf geplande datum en tijd. Zo kan een systeembeheerder ervoor kiezen om computers die overdag in gebruik zijn, deze 's nachts te laten bijwerken met software of updates.
Schone installatiehet uitvoeren van een installatie zonder oude of overgebleven softwarecomponenten die problemen kunnen veroorzaken.
Netwerkinstallatiedit type installatie wordt vanaf een netwerkbron uitgevoerd naar specifieke computers.

## Portable software
Portable software of draagbare software is een verzamelterm voor computerprogramma's die niet geïnstalleerd hoeven te worden en geen andere bestanden achterlaten op een computersysteem. Deze programma's kunnen makkelijk geplaatst worden op een USB-stick of een optische schijf, zoals een cd-r.